# 浜田市野球場
浜田市野球場（はまだしやきゅうじょう）は、島根県浜田市の東公園内にある野球場。施設は浜田市が所有し、北陽ビル管理株式会社が指定管理者として運営管理を行っている。

## 概要・歴史
1948年11月5日、浜田市設野球場（はまだしせつやきゅうじょう）として竣工。1981年5月9日、改築工事と照明設備の追加設置を完工して現名称となった。
開場以来、高校野球などアマチュア野球公式戦が行われている他、かつてはプロ野球公式戦が開催されたこともある。

## 施設概要
- グラウンド面積：12,000m2
- 両翼：90m、中堅：120m
- 照明設備：照明塔4基
- スコアボード：パネル式
- 収容人員：4,000人

## 交通
- 浜田駅から徒歩約12分[1]